# Marysville, Kalifornien
Marysville är en stad (city) i Yuba County, i delstaten Kalifornien, USA. Enligt United States Census Bureau har staden en folkmängd på 12 141 invånare (2011) och en landarea på 9 km². Marysville är huvudort i Yuba County.